# Aleš Rozsypal
Aleš Rozsypal (* 29. června 1971) je bývalý český fotbalista, obránce a záložník. Fotbalista s dobrou kopací technikou, dobrý hlavičkář, často příliš dlouho držel míč.

## Fotbalová kariéra
V české lize hrál za Kaučuk Opava. Nastoupil v 63 ligových utkáních a dal 4 góly. Ve druhé nejvyšší soutěži hrál i za SK Železárny Třinec a Fotbal Fulnek.

## Ligová bilance
| Ročník                               | Zápasy | Góly | Klub                |
| ------------------------------------ | ------ | ---- | ------------------- |
| Českomoravská fotbalová liga 1991/92 | -      | 4    | FK Ostroj Opava     |
| Českomoravská fotbalová liga 1992/93 | -      | 0    | FK Ostroj Opava     |
| 2. česká fotbalová liga 1993/94      | -      | 0    | FK Ostroj Opava     |
| 2. česká fotbalová liga 1994/95      | -      | 0    | FK Ostroj Opava     |
| 1. česká fotbalová liga 1995/96      | 23     | 0    | FK Kaučuk Opava     |
| 1. česká fotbalová liga 1996/97      | 10     | 1    | FK Kaučuk Opava     |
| Gambrinus liga 1997/98               | 4      | 0    | FK Kaučuk Opava     |
| 2. česká fotbalová liga 1998/99      | 15     | 2    | SK Železárny Třinec |
| 2. česká fotbalová liga 2000/01      | 21     | 7    | FK Kaučuk Opava     |
| Gambrinus liga 2001/02               | 26     | 3    | FK Kaučuk Opava     |
| 2. česká fotbalová liga 2002/03      | 23     | 3    | SFC Opava           |
| 2. česká fotbalová liga 2003/04      | 23     | 3    | SFC Opava           |
| 2. česká fotbalová liga 2007/08      | 2      | 0    | Fotbal Fulnek       |
| CELKEM 1. liga                       | 63     | 4    |                     |